# Klärschlammvererdung
Klärschlamm ist ein wässriger Reststoff, der in einer Kläranlage anfällt und zu mind. 95 % aus Wasser besteht. Der Rest sind im Wasser gebundene und gelöste organische und mineralische Feststoffe. Ziel einer wirtschaftlich orientierten Klärschlammvererdung ist die höchstmögliche Abtrennung dieser Feststoffanteile vom Wasser, die der Reduzierung von Verwertungs- oder Entsorgungskosten dient.

## Verwertungspfade
Klärschlamm kann auf mehrere Arten verwertet werden:
- die Ausbringung eines nassen, eingedickten oder entwässerten Schlammes in der Landwirtschaft oder
- die Verwertung in Rekultivierungsmaßnahmen und dem Garten- und Landschaftsbau (Lärmschutzwälle, Straßen- und Schienenbau etc.)
- die Deponierung von Klärschlämmen (seit Juni 2005 für nicht-thermisch behandelte Schlämme nicht mehr möglich)

Entwässerte, getrocknete oder vererdete Klärschlämme können auch thermisch behandelt werden, z. B. bei der Mitverbrennung in Kohlekraftwerken oder Müllverbrennungsanlagen bzw. in einer eigens dafür errichteten Monoverbrennungsanlage.

## Methoden der Klärschlammentwässerung
- mechanische Klärschlammentwässerung (Pressen, Zentrifugieren), ggf. mit Beimengung von Zuschlagsstoffen wie Kalk, Polymeren und/oder Eisen,
- Trocknung von Klärschlämmen (als nachfolgender Behandlungsschritt der mechanischen Klärschlammentwässerung),
- biologische Entwässerungsverfahren (Vererdung mit Schilf, Vererdung mit Gras).

## Klärschlammvererdung mit Schilf oder Gras
Die Klärschlammvererdung ist ein langlebiges und nachhaltiges biologisches Entwässerungsverfahren für die Klärschlammbehandlung.

### Vorteile
- Hohe Entwässerungsleistung (TS-Gehalte im Ergebnis bis zu 40 %)
- Geringer Betriebsaufwand, niedriger Primärenergiebedarf
- Natürliche Stoffumsetzung mit Mineralisierung der Organik = Reduzierung der Verwertungsmenge
- Qualitäts-Steigerung des Endprodukts (humusähnlich, rechtlich aber immer noch Klärschlamm)
- Ohne Chemie und Zuschlagsstoffe, CO2-neutral

### Nachteile
- Relativ großer Flächenbedarf, ca. 1 m² je Einwohnerwert, abhängig von den Klärschlammeigenschaften
- Aufkonzentrierung von Schwermetallen (aufgrund des Abbaus der organischen Substanz)

### Verfahrensbeschreibung
Aerob (durch Belebungsprozesse mit Sauerstoff) oder anaerob (durch Gärprozesse mit Fäulnisbakterien) stabilisierter Klärschlamm mit ca. 1 bis 5 % Trockensubstanz-Anteil wird ohne mechanische Vorbehandlung auf die Vererdungsbeete geleitet. Die modular angelegten Vererdungsbeete werden mit Schilf oder Gras bepflanzt. Schilf (Phragmites australis) muss auf die hohen Leistungsanforderungen hin speziell adaptiert werden, um ein gutes Anwachsen und Durchwurzeln des Bodenkörpers zu erreichen. Als Wasserpflanze eignet sich Schilf durch seine Anatomie ideal als Sauerstofflieferant für die Bodenmatrix. Durch das Luftleitgewebe (Aerenchym) im Schilfhalm wird permanent Luftsauerstoff in den wurzelnahen Bereich des Schlammes geleitet, was die Vermehrung und den Erhalt der zur stofflichen Umsetzung notwendigen Mikroorganismen im Bodenkörper begünstigt.
Bei der schwerkraftbedingten Durchsickerung des Bodenkörpers kommt es zunächst zu einer schnellen Entwässerung des Klärschlamms auf zunächst etwa 8 bis 10 % Trockensubstanz-Anteil. Das über ein Drainagesystem gesammelte und wenig belastete Filtratwasser wird zur Kläranlage zurückgeleitet. In den Beeten verbleiben die organischen und mineralischen Feststoffanteile, die in der Rhizosphäre, einer vornehmlich aeroben aber auch anaeroben Bodenmatrix, durch die Symbiose von Schilfpflanzen, Mikroorganismen und Kleinlebewesen aufgelandet und über einen längeren Zeitraum hinweg aufgespalten werden. Dabei wird der organische Anteil weitgehend mineralisiert und veratmet, was im Gegensatz zu mechanischen Entwässerungsverfahren eine starke Reduktion der Menge mit sich bringt und einer deutlichen Senkung der Verwertungs- und Entsorgungskosten dient.
Im Laufe mehrerer Jahre entsteht durch die Vererdung aus Klärschlamm eine krümelige Erde, die in Aussehen, Geruch, Materialeigenschaften, Porenvolumen, Wasserbindungsfähigkeit und sonstigen Eigenschaften Humusprodukten ähnelt.

### Räumung und Verwertung von Klärschlammerde
Vor der Räumung eines Beetmoduls wird es mehrere Monate nicht mehr mit Flüssigschlamm beschickt; in dieser Zeit übernehmen andere Beetmodule den weiterhin anfallenden Klärschlamm. Der Trockensubstanz-Gehalt liegt zum Räumungszeitpunkt in der Regel bei 20 bis 40 % Trockensubstanz-Anteil, abhängig von der Dauer der Trockenphase und der Witterung zum Räumungszeitpunkt. Die mit schwerem Gerät geräumte Klärschlammerde wird optional zur Nachlagerung auf eine Miete gefahren und regelmäßig umgesetzt. Im Ergebnis erreicht dieses Verfahren Trockensubstanz-Anteile von bis zu 60 % bei weitergehendem Abbau der Organik. Durch die kombinierten Entwässerungs- und Mineralisierungsprozesse erreicht Klärschlammvererdung noch bessere Ergebnisse als aufwändige Trocknungsverfahren mit etwa 70 % Trockensubstanz-Anteil, die keinen Organikabbau erreichen. Durch Beimengung spezieller Mineralien, Mulchmaterialien etc. kann die geräumte und nachgelagerte Klärschlammerde zusätzlich veredelt werden, um sie für einen gewünschten Verwertungsweg im GaLa-Bau zu optimieren (Komposition technischer Böden).

### Wiederinbetriebnahme der Vererdungsmodule nach Beeträumung
Bei der Räumung eines Vererdungsmoduls wird das Erden-Material nicht vollständig geräumt. In den verbliebenen Resten befinden sich Wurzelreste, aus denen neues Schilf austreibt. Fehlstellen können mit geringem Aufwand nachgepflanzt werden. Das Gesamtsystem erreicht Laufzeiten von mehr als zwanzig Jahren inklusive mehrerer Beeträumungen je Vererdungsmodul.

### Wichtige Faktoren für gute Entwässerungs- und Vererdungsleistung
- Professionelle Planung und Dimensionierung
- Kompetente Anlagensteuerung und Anlagenbetrieb
- Ausreichender Stabilisierungsgrad des Klärschlammes
- Schonender Anfahrbetrieb in der Stabilisierungsphase des biologischen Systems
- Pflanzenbonitur und Wartung des Gesamtsystems über mehrere Jahre
- Schonende Räumung der Vererdungsbeete ohne Verdichtung des Bodenkörpers und Sicherung der Anfahrphase

## Anwendung der Klärschlammvererdung

### Eignung des Verfahrens
Klärschlammvererdung eignet sich für aeroben und bedingt für anaeroben Klärschlamm. Wenn das Flächenangebot kein Problem darstellt, ist dieses naturnahe Verfahren meist die wirtschaftlichste und effektivste Form der Klärschlammentwässerung: entscheidend hierfür sind günstige Betriebskosten im Vererdungsprozess in Kombination mit geringen Verwertungskosten für Klärschlammerde, die sich aus der Reduzierung der Masse, der positiven Veränderung der Materialeigenschaften sowie den vielfältigen Nutzungsoptionen von GaLa-Bau über Landwirtschaft bis Verbrennung ergeben. Frühere Angaben der Eignung für Kläranlagen kleiner 5.000 EW gelten als überholt, weil nach statistischer Auswertung [IB Gödecke, 2002] das Haupteinsatzgebiet bei Anlagen in Deutschland zwischen 1.000 und 30.000 EW liegt.

### Verbreitung
- vorwiegend in Mitteleuropa, voran Dänemark und Deutschland mit jeweils über 100 Anlagen, aber auch in Österreich, Niederlande, Frankreich u. v. m.
- weltweite Anwendung, z. B. in USA, Kanada, China